# Pseudochactas ovchinnikovi
Espèce
Pseudochactas ovchinnikovi est une espèce de scorpions de la famille des Pseudochactidae.

## Distribution
Cette espèce se rencontre dans les monts Babatag de 720 à 1 010 m d'altitude :
- dans l'extrême Est de l'Ouzbékistan dans la province de Sourkhan-Daria dans le district d'Ouzoun
- dans l'Ouest du Tadjikistan dans la région Nohiyahoi tobei Jumhurii dans le district de Rudaki.

## Description
Le mâle décrit par Prendini, Volschenka, Maalikia et Gromov en 2006 mesure 19,4 mm et les femelles 22,55 à 31,95 mm.

## Étymologie
Cette espèce est nommée en l'honneur de Sergei V. Ovtchinnikov.

## Publication originale
- Gromov, 1998 : A new family, genus and species of scorpions (Arachnida, Scorpiones) from southern Central Asia. Zoologicheskii Zhurnal, vol. 77, no 9, p. 1003-1008.